# Čovjek iz San Fernanda
Čovjek iz San Fernanda (engl. Every Which Way but Loose) je američka akcijska komedija film iz 1978. godine s Clintom Eastwoodom u glavnoj ulozi. Film je snimljen u produkciji tvrtke Warner Bros. , u režiji Jamesa Farga.

## Radnja
Philo Beddoe je vozač koji živi u San Fernandu. On živi u maloj kući s majkom i bratom Orvilleom. Također, ima i kućnog ljubimca orangutana Clydea. Novac zarađuje uličnim borbama, u kojima uvijek pobjeđuje, zbog čega ga uspoređuju s legendarnim boksačem Tankom Murdockom.
Jedne noći upoznaje djevojku Lynn Halsey-Taylor, koja pjeva u Palomino Clubu. Philo se zaljubljuje u nju, međutim ona ga opljačka i pobjegne. On je odluči pronaći, te krene na put u Denver, u Colorado.

## Glumačka postava
- Clint Eastwood kao Philo Beddoe
- Sondra Locke kao Lynn Halsey-Taylor
- Geoffrey Lewis kao Orville
- Beverly D'Angelo kao Echo
- Ruth Gordon kao Philova i Orvilleova majka
- John Quade kao Cholla kao vođa motociklista
- Dan Vadis kao Frank
- Roy Jenson kao Woody
- Bill McKinney kao Dallas
- William O'Connell kao Elmo
- Jeremy Joe Kronsberg kao motociklist Bruno
- Jerry Wills kao motociklist
- Judson Scott kao motociklist
- James McEachin kao Herb
- Walter Barnes kao Tank Murdock
- Gregory Walcott kao Putnam
- George Chandler kao D.M.V. Clerk
- Cary Michael Cheifer kao Kincadeov menadžer
- Manis kao Clyde

## Vanjske poveznice
- Every Which Way but Loose, na Internet Movie Databaseu (engl.)